# 親密指導
親密指導（英語：intimacy coordinator，又稱親密行為協調員）是電影、電視拍攝時的工作人員，在拍攝床戲或是其他有親密行為的情節時，確保演員的權益不會受到侵犯。

## 功能
依照國際親密拍攝協會（Intimacy Directors International，2016年由艾麗西亞·羅迪斯推動的非營利組織）所倡導的內容，親密行為協調員的工作是要確保以下事項：
- 所有的工作人員及演員都知道親密行為是整個故事中的一部份。
- 讓參與親密行為演出的人員之間進行溝通，並且提供檢舉性騷擾及性侵犯的管道。
- 演員都同意親密行為的場景。
- 所有親密行為的場景都依照事先同意的編排方式進行。
- 鼓勵演員在親密行為拍攝後用一些特殊的方式作為結尾，表示重返現實生活。

親密行為協調員的工作和親密行為編排員（intimacy choreographer）不同，後者是專門設計親密行為的拍攝及呈現方式。

## 歷史
2017年的哈维·温斯坦性侵事件及後來的#MeToo活動突顯了在電影業中不時有性騷擾以及不当行为的情形，此後的美國電影業開始重視親密行為協調員的角色。像艾蜜莉·米德等演員開始要求在戲劇拍攝時要保障其權益，因為由於戲劇拍攝過程的權力結構，若導演、劇組成員或其他演員忽視演員（尤其是年輕，沒有相關經驗演員）同意的演出內容，或是不照約定好的親密行為內容演出，這些演員不一定敢表達反對意見。2017年時，倫敦的人力仲介組織Carey Dodd協會發起了有關拍攝親密行為場景的行業標準，用的是艾妲·奧布萊恩提出的指南。 
2018年10月，HBO的政策針對所有親密行為鏡頭的影集及戲劇，都要有親密行為協調員的參與。倫敦戲院在2018年也開始採用親密行為協調員，並且用親密行為工作坊來教授親密情節演出的最佳實務。
Netflix在2019年1月推出了《性愛自修室》，是Netflix第一個採用親密行為協調員的影片，其親密行為協調員是艾妲·奧布萊恩（Ita O'Brien）。

## 外部連結
- 北京新浪網. . 新浪新聞. 2020-02-16  [2020-03-09]. （原始内容存档于2020-03-13） （中文）.
- . 周末畫報. 2020-02-16  [2020-03-09]. （原始内容存档于2018-11-26） （中文）.
- . 女人迷. 2019-12-16  [2020-03-09]. （原始内容存档于2021-01-17）.
- DC FILM SCHOOL 影製所. . 風傳媒. 2019-03-14  [2020-03-09]. （原始内容存档于2020-10-20） （中文）.